# Karaboro oriental
Le karaboro oriental, aussi appelé kar, est une langue sénoufo parlée dans le sud du Burkina Faso par les Kar. Elle est proche du karaboro occidental parlée par les Syɛr.

## Écriture
| a | b | c | d | e | ɛ | f | g | gb | h | i | j | k | l | m |
| n | ŋ | o | ɔ | p | r | s | t | u  | v | w | y |   |   |   |